# Маріта Зандіґ
Маріта Зандіґ (нім. Marita Sandig, 4 квітня 1958) — німецька академічна веслувальниця.
Олімпійська чемпіонка 1980 року в складі вісімки.
Чемпіонка світу 1977 (вісімки), 1978 (розпашні четвірки зі стерновою), 1982, 1983 років у складі розпашної двійки без стернової, срібна призерка 1979, 1981 років у складі розпашної четвірки зі стерновою.